# Mario Bergamaschi
Mario Bergamaschi (Crema, 7 gennaio 1929 – Crema, 18 gennaio 2020) è stato un calciatore italiano, di ruolo centrocampista o difensore.

## Caratteristiche tecniche
Gregario di quantità, sempre pronto a sacrificarsi per la squadra, aveva come compito principale quello di recuperare palloni per poi cederli alle ali e gli attaccanti. Aiutava spesso in difesa, effettuando buoni tackle, e fu utilizzato anche nel ruolo di libero.

## Carriera

### Club
Bergamaschi mosse i primi passi nel Crema, vestendo la maglia della compagine della sua città natale fino al 1950, anno in cui si trasferì al Como facendo il suo debutto in Serie A. Rimase coi lariani per tre stagioni, per poi trasferirsi al Milan, con cui vinse due scudetti nel 1955 e nel 1957, una Coppa Latina nel 1956, e fu finalista in Coppa dei Campioni contro il Real Madrid nel 1958. Successivamente si trasferì alla Sampdoria. La compagine blucerchiata giunse al quarto posto nella stagione 1960-1961, miglior posizione raggiunta in campionato dai blucerchiati fino agli anni ottanta.
Conta 394 presenze nella massima serie italiana.

### Nazionale
Ha collezionato 5 presenze nella Nazionale maggiore: le prime tre durante le militanza nel Milan fra il 1954 e il 1955, mentre le ultime due nel 1958 dopo il trasferimento alla Sampdoria. Nella sfida persa 0-4 contro la Jugoslavia del maggio 1955 è stato autore di un'autorete.

## Statistiche

### Presenze e reti nei club
| Stagione         | Squadra          | Campionato       | Campionato | Campionato | Coppe nazionali | Coppe nazionali | Coppe nazionali | Coppe continentali | Coppe continentali | Coppe continentali | Altre coppe | Altre coppe | Altre coppe | Totale | Totale |
| Stagione         | Squadra          | Comp             | Pres       | Reti       | Comp            | Pres            | Reti            | Comp               | Pres               | Reti               | Comp        | Pres        | Reti        | Pres   | Reti   |
| ---------------- | ---------------- | ---------------- | ---------- | ---------- | --------------- | --------------- | --------------- | ------------------ | ------------------ | ------------------ | ----------- | ----------- | ----------- | ------ | ------ |
| 1947-1948        | Crema            | B                | ?          | ?          | -               | -               | -               | -                  | -                  | -                  | -           | -           | -           | ?      | ?      |
| 1948-1949        | Crema            | C                | ?          | ?          | -               | -               | -               | -                  | -                  | -                  | -           | -           | -           | ?      | ?      |
| 1949-1950        | Crema            | C                | ?          | ?          | -               | -               | -               | -                  | -                  | -                  | -           | -           | -           | ?      | ?      |
| 1950-1951        | Como             | A                | 28         | 0          | -               | -               | -               | -                  | -                  | -                  | -           | -           | -           | 28     | 0      |
| 1951-1952        | Como             | A                | 35         | 0          | -               | -               | -               | -                  | -                  | -                  | -           | -           | -           | 35     | 0      |
| 1952-1953        | Como             | A                | 33         | 2          | -               | -               | -               | -                  | -                  | -                  | -           | -           | -           | 33     | 2      |
| Totale Como      | Totale Como      | Totale Como      | 96         | 2          |                 | -               | -               |                    | -                  | -                  |             | -           | -           | 96     | 2      |
| 1953-1954        | Milan            | A                | 25         | 1          | -               | -               | -               | -                  | -                  | -                  | -           | -           | -           | 25     | 1      |
| 1954-1955        | Milan            | A                | 32         | 1          | -               | -               | -               | -                  | -                  | -                  | CL          | 1           | 0           | 33     | 1      |
| 1955-1956        | Milan            | A                | 25         | 0          | -               | -               | -               | CC                 | 4                  | 0                  | CL          | 0           | 0           | 29     | 0      |
| 1956-1957        | Milan            | A                | 22         | 1          | -               | -               | -               | -                  | -                  | -                  | CL          | 0           | 0           | 22     | 1      |
| 1957-1958        | Milan            | A                | 28         | 0          | CI              | 5               | 0               | CC                 | 9                  | 1                  | -           | -           | -           | 42     | 1      |
| Totale Milan     | Totale Milan     | Totale Milan     | 132        | 3          |                 | 5               | 0               |                    | 13                 | 1                  |             | 1           | 0           | 151    | 4      |
| 1958-1959        | Sampdoria        | A                | 26         | 0          | CI              | 1               | 0               | -                  | -                  | -                  | -           | -           | -           | 27     | 0      |
| 1959-1960        | Sampdoria        | A                | 30         | 0          | CI              | 3               | 0               | -                  | -                  | -                  | -           | -           | -           | 33     | 0      |
| 1960-1961        | Sampdoria        | A                | 28         | 0          | CI              | 3               | 0               | -                  | -                  | -                  | CA          | 3           | 0           | 36     | 0      |
| 1961-1962        | Sampdoria        | A                | 34         | 0          | CI              | 0               | 0               | -                  | -                  | -                  | -           | -           | -           | 34     | 0      |
| 1962-1963        | Sampdoria        | A                | 30         | 1          | CI              | 1               | 0               | -                  | -                  | -                  | CdF         | 1           | 0           | 32     | 1      |
| 1963-1964        | Sampdoria        | A                | 16         | 0          | CI              | 1               | 0               | -                  | -                  | -                  | -           | -           | -           | 17     | 0      |
| Totale Sampdoria | Totale Sampdoria | Totale Sampdoria | 166        | 1          |                 | 9               | 0               |                    | 0                  | 0                  |             | 4           | 0           | 179    | 1      |
| 1964-1965        | Crema            | PC               | 12         | 0          | -               | -               | -               | -                  | -                  | -                  | -           | -           | -           | 12     | 0      |
| Totale Crema     | Totale Crema     | Totale Crema     | 64         | 4          |                 | 0               | 0               |                    | 0                  | 0                  |             | 0           | 0           | 64     | 4      |
| Totale carriera  | Totale carriera  | Totale carriera  | 458        | 10         |                 | 14              | 0               |                    | 13                 | 1                  |             | 5           | 0           | 490    | 11     |

### Cronologia presenze e reti in nazionale
| Cronologia completa delle presenze e delle reti in nazionale ― Italia | Cronologia completa delle presenze e delle reti in nazionale ― Italia | Cronologia completa delle presenze e delle reti in nazionale ― Italia | Cronologia completa delle presenze e delle reti in nazionale ― Italia | Cronologia completa delle presenze e delle reti in nazionale ― Italia | Cronologia completa delle presenze e delle reti in nazionale ― Italia | Cronologia completa delle presenze e delle reti in nazionale ― Italia | Cronologia completa delle presenze e delle reti in nazionale ― Italia |
| Data                                                                  | Città                                                                 | In casa                                                               | Risultato                                                             | Ospiti                                                                | Competizione                                                          | Reti                                                                  | Note                                                                  |
| --------------------------------------------------------------------- | --------------------------------------------------------------------- | --------------------------------------------------------------------- | --------------------------------------------------------------------- | --------------------------------------------------------------------- | --------------------------------------------------------------------- | --------------------------------------------------------------------- | --------------------------------------------------------------------- |
| 5-12-1954                                                             | Roma                                                                  | Italia                                                                | 2 – 0                                                                 | Argentina                                                             | Amichevole                                                            | -                                                                     |                                                                       |
| 16-1-1955                                                             | Bari                                                                  | Italia                                                                | 2 – 2                                                                 | Belgio                                                                | Amichevole                                                            | -                                                                     |                                                                       |
| 29-5-1955                                                             | Torino                                                                | Italia                                                                | 0 – 4                                                                 | Jugoslavia                                                            | Coppa Internazionale                                                  | -                                                                     |                                                                       |
| 9-11-1958                                                             | Parigi                                                                | Francia                                                               | 2 – 2                                                                 | Italia                                                                | Amichevole                                                            | -                                                                     |                                                                       |
| 13-12-1958                                                            | Genova                                                                | Italia                                                                | 1 – 1                                                                 | Cecoslovacchia                                                        | Coppa Internazionale                                                  | -                                                                     |                                                                       |
| Totale                                                                |                                                                       | Presenze                                                              | 5                                                                     |                                                                       | Reti                                                                  | 0                                                                     |                                                                       |

## Palmarès

### Club

#### Competizioni nazionali
- Campionato italiano: 2

Milan: 1954-1955, 1956-1957

#### Competizioni internazionali
- Coppa Latina: 1

Milan: 1956